# Ескара
Ескара (каз. Есқара) — село в Железинском районе Павлодарской области Казахстана. Входит в состав Казахстанского сельского округа. Код КАТО — 554247200.

## Население
В 1999 году население села составляло 314 человек (157 мужчин и 157 женщин). По данным переписи 2009 года, в селе проживало 241 человек (120 мужчин и 121 женщина).